# أنتوني كوسمو
أنتوني كوسمو هو لاعب اللاكروس كندي، ولد في 6 أكتوبر 1977 في ميسيساغا في كندا.